# The Everly Brothers
The Everly Brothers — дует братів Дона (1 лютого 1937—21 серпня 2021) й Філа Еверлі (19 січня 1939—3 січня 2014) зі США, що мав успіх наприкінці 50-х — початку 60-х років. Дует працював у напрямках кантрі і рокабілі, та вплинув на творчість таких гуртів, як: The Beatles (аранжування «Please Please Me» виконане за взірцем «Cathy's Clown») і The Rolling Stones.
26 синглів The Everly Brothers входили до Billboard Top 40. В 1986 року вони виявилися в числі перших десяти виконавців, що потрапили до Зали славу рок-н-ролу. Нейл Янг у своїй промові відзначив, що всі колективи, у яких він будь-коли, брав участь, «…намагалися копіювати вокальну гармонію братів Еверлі, і щоразу терпіли фіаско». В 1997 році дует одержав премію «Ґреммі» «за життєві досягнення». За версією журналу Rolling Stone дует посідає 33-тє місце у списку 50 найбільших виконавців всіх часів.
Серед найуспішніших синглів гурту — «Bye Bye Love», «Wake Up Little Susie» (1957), «All I Have to Do Is Dream» (1958), «Bird Dog», пісні «All I Have to Do Is Dream» (1958) та «Cathy's Clown» (1960) потрапили до списку списку 500 найкращих пісень усіх часів за версією журналу Rolling Stone.